# غاريقون أحمر داكن
غاريقون أحمر داكن (الاسم العلمي: Agaricus rubens) هو نوع من الفطريات يتبع جنس الغاريقون من الفصيلة الغاريقونية.